# Peter Machado
Peter Machado (ur. 26 maja 1954 w Honavar) – indyjski duchowny rzymskokatolicki, od 2018 arcybiskup metropolita Bangalore.

## Życiorys
Święcenia kapłańskie przyjął 8 grudnia 1978 i został inkardynowany do diecezji Karwar. Pracował przede wszystkim jako duszpasterz parafialny, był także m.in. sekretarzem biskupim, ekonomem oraz wikariuszem sądowym.
2 lutego 2006 został mianowany biskupem Belgaum. Sakry biskupiej udzielił mu 30 marca 2006 abp Pedro López Quintana.
19 marca 2018 otrzymał nominację na arcybiskupa Bangalore, zaś 31 maja 2018 kanonicznie objął urząd. Od lutego 2025 jest wiceprzewodniczącym Konferencji Biskupów Łacińskich Indii.